# Bovino (Italia)
Bovino es una localidad y comune italiana de la provincia de Foggia, región de Apulia, con 3.624 habitantes.

## Evolución demográfica
| Gráfica de evolución demográfica de Bovino entre 1861 y 2001 |
|                                                              |
| Fuente ISTAT - elaboración gráfica de Wikipedia              |